# Без спирачки (филм)
„Без спирачки“ (на френски: À fond) е френски филм, режисиран от Никълъс Бенаму и написан от Никълъс Бенаму, Фредерик Жардин и Фабрис Роджър-Лакан.

## Сюжет
Внимание:  Текстът по-долу разкрива сюжета на произведението (или части от него)!
Том, козметичен хирург, съпруг на Джулия, баща на Лизон и Ноа, планира всичко, за да оптимизира пътуването и да се наслади на новия си миниван Медуза – сложна кола с пакет екстри (подгряване на седалките, регулатор на скоростта и други), която той току-що е купил. Пътуването се оказва истинско приключение, когато Джулия разбира, че възрастният баща на Том ще присъства с тях на почивката им. По пътя към дестинацията си Том активира регулаторът за скорост. В губене на време с приказки с цялото семейство Том разбира, че нещо не е наред, регулаторът за скорост се е повредил. В опити да спре тази опция и да намали автомобила се оказва, че това е невъзможно. Ситуацията се усложнява, когато цялото семейство разбират за това и се опитват да спрат минивана. След този проблем нещата се обръщат буквално! Тази уж приятна ваканция се превръща в кошмар за семейството след като разбират, че ги чака голямо задръстване. В тази напрегната комедия в очакване, какво ще стане накрая, Том ще разкрие една тайна, която съпругата му Джулия е криела от съпругът си. Въпрос на време е едно френско семейство да се сблъска в едно голямо задръстване, но дали ще спрат колата благодарение на жандармерията е въпрос на време и късмет.

## В ролите
| Актьор              | Роля                                                                 |
| ------------------- | -------------------------------------------------------------------- |
| Хосе Гарсия         | Том Кокс ¦ „съпругът на Джулия и баща на Лизон и Ноа“                |
| Андре Дюсолие       | Бен Кокс ¦ „бащата на Том и дядо на Лизон и Ноа“                     |
| Каролин Виньо       | Джулия ¦ „съпругата на Том и майка на Лизон и Ноа“                   |
| Шарлот Габрис       | Мелъди Попар                                                         |
| Винсент Дезанат     | Гаспард Бесауче ¦ „Главен офицер“                                    |
| Жозефин Калис       | Лизон Кокс                                                           |
| Stylane Lecaille    | Ноа Кокс                                                             |
| Йером Командир      | Даниели ¦ „консултант на минивана Медуза“                            |
| Ингрид Донадие      | Вигнели                                                              |
| Vladimir Houbart    | Джаки ¦ „с жълтото БМВ, на който му бе отнесена вратата от минивана“ |
| Флоренция Форести   | Капитан Петън                                                        |
| Харисън Ареалло     | Хуан ¦ „художник“                                                    |
| Филип Лоуденбах     | Мосю Шато Шантеле                                                    |
| Беатриче Костантини | Мадам Саша Шато Шантеле                                              |